# Myristica
Myristica is een plantengeslacht uit de nootmuskaatfamilie (Myristicaceae) met zeer veel soorten.
De muskaatboom (Myristica fragrans) is hiervan verreweg de bekendste.
| M. acsmithii M. agusanensis M. alba M. albertisii M. amboinensis M. ampliata M. amplifolia M. amygdalina M. anceps M. andamanica M. angolensis M. angustifolia M. apiculata M. archboldiana M. ardisiifolia M. arfakensis M. argentea M. aruensis M. atrescens M. atrocorticata M. attenuata M. avis-paradisiacae M. baeuerlenii M. balsamica M. bancana M. basilanica M. batjanica M. beccarii M. beddomei M. bivalvis M. bombycina M. brachiata M. brachypoda M. brassii M. brevistipes M. buchneriana M. byssacea M. cagayanensis M. canariformis M. cantleyi M. capitellata M. carrii M. castaneifolia M. celebica M. cerifera M. ceylanica M. chapelieri M. chartacea M. chrysophylla M. cimicifera M. cinerea M. cinnamomea M. clarkeana M. clemensii M. coacta M. colinridsdalei M. collettiana M. commersonii M. concinna M. conspersa M. contorta M. contracta M. cookii M. coriacea M. cornutiflora M. corticata M. corticosa M. costata M. costulata M. crassa M. crassifolia M. crassinervis M. crassipes M. cucullata M. cumingii M. curtisii M. cylindrocarpa M. dactyloides M. dardaini M. dasycarpa M. debilis M. depressa M. devogelii M. diversifolia M. duplopunctata M. duthiei M. elegans M. elliptica M. ensifolia M. erratica M. eugeniifolia M. euryocarpa M. extensa M. fallax M. faroensis M. farquhariana M. fasciculata M. filipes M. finlaysoniana M. firmipes M. fissiflora M. fissurata M. flavovirens M. flocculosa M. flosculosa M. forbesii M. fragrans M. frugifera M. fugax M. furfurascerts |  | M. fusca M. fusiformis M. gamblei M. garciniifolia M. gardneri M. geminata M. gibbosa M. gigantea M. gillespieana M. glauca M. globosa M. gordoniifolia M. gracilipes M. grandifolia M. grandis M. griffithii M. guadalcanalensis M. guatteriifolia M. guillauminiana M. hackenbergii M. hellwigii M. heritierifolia M. heterophylla M. hollrungii M. hooglandii M. horsfieldia M. hostmanni M. hypargyraea M. hyposticta M. impressa M. impressinervia M. inaequalis M. incredibilis M. iners M. ingens M. ingrata M. inopinata M. insipida M. intermedia M. inundata M. inutilis M. irya M. iteophylla M. johnsii M. kajewskii M. kalkmanii M. kjellbergii M. koordersii M. korthalsii M. kunstleri M. kurzii M. laevifolia M. laevigata M. laevis M. lakilaki M. lasiocarpa M. laurella M. laurina M. laxiflora M. lemanniana M. lenta M. lepidota M. leptophylla M. leucoxyla M. litoralis M. longipes M. longipetiolata M. lowiana M. macgregori M. macrantha M. macrocarpa M. macrocarya M. macrocoma M. macrothyrsa M. magnifica M. maingayi M. majuscula M. malabarica M. malayana M. mandaharan M. mannii M. markgraviana M. mascula M. maxima M. mediovibex M. mediterranea M. micrantha M. microcarpa M. microcephala M. millepunctata M. mindanaensis M. mindorensis M. miohu M. missionis M. mollissima M. mouchio M. multinervia M. murtoni M. myrmecophila M. nana M. neglecta M. negrosensis M. nesophila M. niobue M. niohne M. nitida M. nivea M. oblongifolia M. olivacea M. orinocensis |  | M. ornata M. ovicarpa M. pachycarpidia M. pachyphylla M. pachythyrsa M. palawanensis M. paludicola M. papillatifolia M. papuana M. papyracea M. parviflora M. pectinata M. pedicellata M. peltata M. pendulina M. perlaevis M. petiolata M. philippensis M. pilosella M. pilosigemma M. pinnaeformis M. platysperma M. plumeriifolia M. polyantha M. polyspherula M. pseudoargentea M. psilocarpa M. pubicarpa M. pulchra M. pumila M. pygmaea M. quercicarpa M. racemosa M. radja M. resinosa M. retusa M. ridleyana M. ridleyi M. riedelii M. robusta M. rosselensis M. rubiginosa M. rubrinervis M. rumphii M. sagotiana M. salomonensis M. sangowoensis M. sapida M. sarcantha M. schlechteri M. schleinitzii M. schumanniana M. scortechinii M. scripta M. sericea M. sesquipedalis M. simiarum M. simulans M. sinclairii M. smythiesii M. sogeriensis M. spanogheana M. sphaerosperma M. sphaerula M. spicata M. sprucei M. stenophylla M. suavis M. subalulata M. subglobosa M. subtilis M. succadanea M. succosa M. sulcata M. suluensis M. sumbavana M. superba M. tamrauensis M. teijsmannii M. tenuivenia M. teysmanni M. tingens M. tomentella M. tomentosa M. trianthera M. tristis M. tuberculata M. tubiflora M. ultrabasica M. umbellata M. umbrosa M. uncinata M. undulatifolia M. urdanetensis M. uviformis M. valida M. velutina M. verruculosa M. villosa M. vinkeana M. vordermanni M. wallaceana M. wallichii M. warburgii M. wenzelii M. womersleyi M. wrayi M. wyatt-smithii M. yunnanensis M. zeylanica |

... · 
Horsfieldia · 
Myristica · 
...